# ماهی‌خورک کوتوله آمریکایی
 ماهی‌خورک کوتوله آمریکایی (نام علمی: Chloroceryle aenea) نام یک گونه از سرده ماهی‌خورک سبز آمریکایی است.